# Harm Spuler
Harm Spuler (* 3. Oktober 1917 in Dirmstein, Deutschland; † 10. Februar 2010 in Salzburg, Österreich) war ein deutscher Professor und Neurochirurg, der für seine Arbeiten in der stereotaktischen Hirnchirurgie bekannt war.

## Leben
Spuler war das sechste Kind von Hermann Erwin Spuler (1873–1948), der als Apotheker in Dirmstein (Pfalz) tätig war. Seine fünf älteren Brüder waren Kinder der ersten Ehefrau von Hermann E. Spuler, Emma, geb. Bengel (1876–1914), die während der Geburt ihres letzten Sohnes verstarb. Sein ältester Halbbruder war der Künstler und Bildhauer Erwin Spuler (1906–1964). Nach dem Tod seiner ersten Frau heiratete Hermann E. Spuler Harm Spulers Mutter, Ida Spuler, geb. Lind (1888–1978).
Seine Kindheit und Jugend verbrachte Spuler in Dirmstein und Mannheim, geprägt von Erlebnissen der gewalttätigen Ausschreitungen zwischen SA und Kommunisten auf den Straßen der Arbeiterstadt Mannheim und den extremen sozialen Ungleichheiten der 1920er-Jahre.
Spuler war in erster Ehe mit der Orthopädin Helena Spuler, geb. Neuhaus (1920–1955) verheiratet. Mit seiner zweiten Ehefrau Helma, geb. Barwig, Psychiaterin und Neurologin (1921–2002), hatte er zwei Söhne, Andreas (geb. 1959) und Thomas (geb. 1961).

## Schaffen
Von 1958 bis 1960 war Spuler als wissenschaftlicher Mitarbeiter des Begründers der modernen stereotaktischen Hirnoperation, Ernest Adolf Spiegel, an der Temple University in Philadelphia, USA, tätig. Nach seiner Rückkehr nach Deutschland war Spuler zunächst Assistent und dann Leiter einer eigenständigen Abteilung für stereotaktische Hirnchirurgie am Kopfklinikum der Julius-Maximilians-Universität Würzburg. Zwischen 1973 und 1980 bestand eine intensive Zusammenarbeit mit Rolf Hassler (1914–1984), Direktor des Max-Planck-Institut für Hirnforschung in Frankfurt.
Zum von Georg Schaltenbrand herausgegebenen „Atlas for Stereotaxy of the Human Brain“ steuerte Spuler die Kapitel über den Thalamus bei. Die Wurzeln der Stereotaxie liegen in der Psychochirurgie, die zur Behandlung psychiatrischer Erkrankungen und schwerer Zwangsstörungen eingesetzt, aber auch missbraucht wurde. Erst später wurde die Bedeutung dieser Behandlung für Extrapyramidale Syndrome wie bei M. Parkinson erkannt und erfährt heute  neue Beachtung.

## Veröffentlichungen
- H. Kuhlenbeck, E. G. Szekely, Harm Spuler: Some Remarks on the Zonal Pattern of Mammalian Cortex Cerebri as Manifested in the Rabbit: lts Relationship with certain Electrocorticographic Findings. Stereotact Funct Neurosurg 1960;20:407-423. doi:10.1159/000104963
- Contents Vol 20, 1960. Stereotact Funct Neurosurg 1960;20:469-472. doi:10.1159/000104967
- Harm Spuler, E.G. Szekely, E.A. Spiegel: Stimulation of the ventrolateral region of the thalamus. Its effect upon tremorinduced by midbrain stimulation in cats. Arch Neurol. 1962 Mar;6:208-19. doi:10.1001/archneur.1962.00450210036004. PMID 13915968.[5]
- E.G. SZEKELY, Harm SPULER, E.A. SPIEGEL: Stimulation of ventrolateral area of the thalamus after degeneration of fibers originating in frontal lobe, sigmoid gyri and pallidum. Confin Neurol. 1962;22:304-9. doi:10.1159/000104374[6]. PMID 13979902
- George Schaltenbrand, Waldemar Wahren: Atlas for Stereotaxy of the Human Brain, 1977[7]